# 艾薩克河

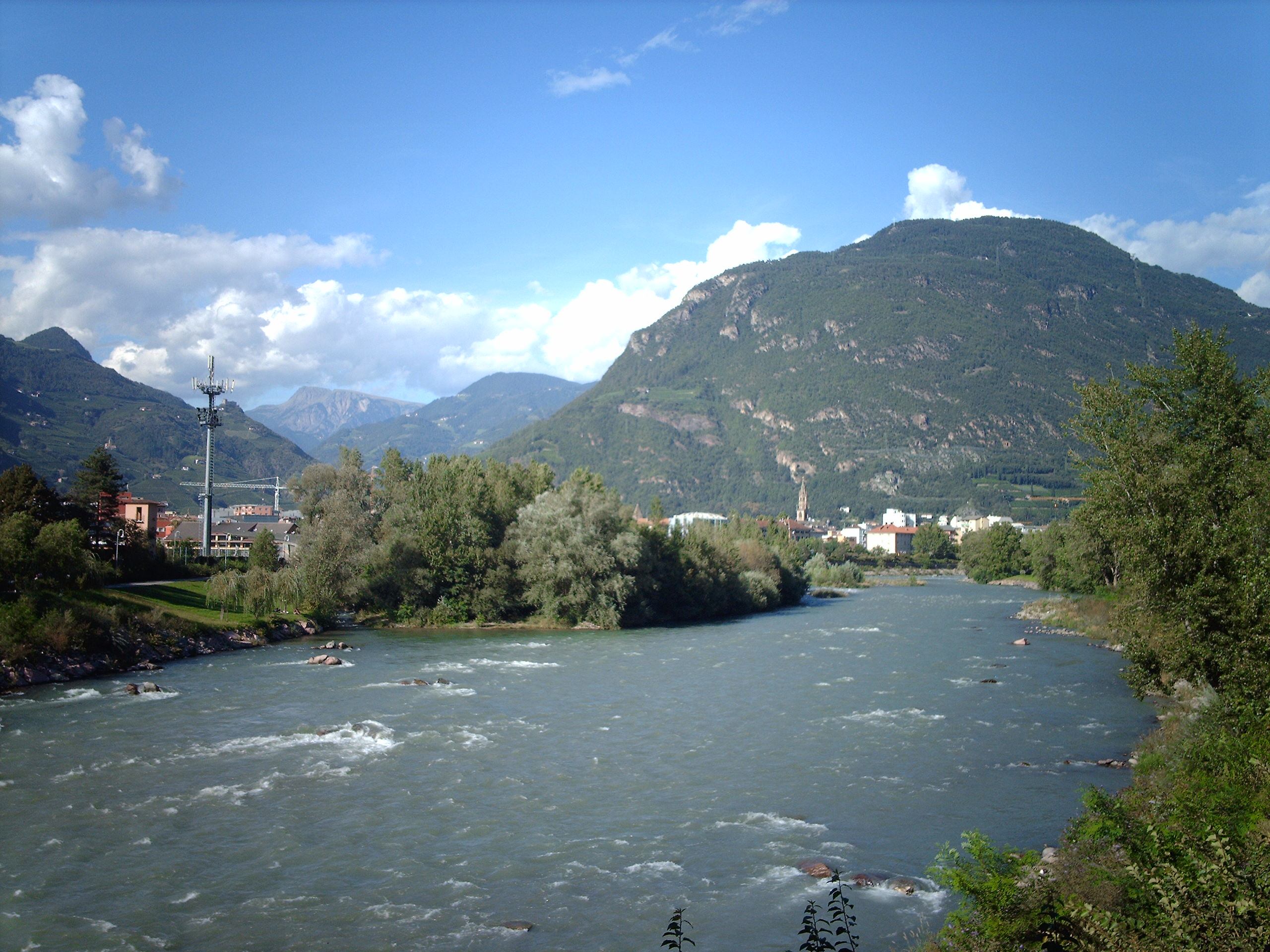

艾薩克河（德語：Eisack，發音：[ˈaɪzak] ⓘ），又称伊萨尔科河（義大利語：Isarco，發音：[iˈzarko]），是意大利北部南蒂罗尔的第二大河流，屬於阿迪傑河的支流，河道全長96公里，流域面積4,202平方公里，平均流量每秒78立方米，河口處在博尔扎诺以南。

## 外部連結
- Eisack Water quality report（页面存档备份，存于） （德文）

46°26′28″N 11°18′53″E / 46.4412°N 11.3148°E